# Канив
Канив (укр. Канів) град је Украјини у Черкашкој области. Према процени из 2012. у граду је живело 25.702 становника.

## Становништво
Према процени, у граду је 2012. живело 25.702 становника.
| 1979.  | 1989.  | 2001.  | 2012.  |
| ------ | ------ | ------ | ------ |
| 23.121 | 29.049 | 26.657 | 25.702 |

## Партнерски градови
- Виру
- Фирзен
- Члухов
- Сонома